# Une histoire mondiale des femmes photographes
Une histoire mondiale des femmes photographes est un ouvrage publié sous la direction de Luce Lebart et Marie Robert, paru en 2020 chez les éditions Textuel.

## Projet
L’exposition Qui a peur des femmes photographes, présentée au musée de l’Orangerie et au musée d’Orsay entre octobre 2015 et janvier 2016, a été d’une importance majeure pour les deux directrices de l'ouvrage et a joué le rôle de déclencheur pour ce projet éditorial. Cette exposition a notamment révélé une lacune des sources historiographiques françaises sur les femmes photographes, et un retard dans l’approche genrée de cette histoire,.
Le projet éditorial consiste donc à rendre compte de la contribution des femmes à la photographie, à partir de l'invention du médium et avec une approche culturellement décentrée. Afin d'arriver à limiter la sélection à 300 photographes, et après avoir envisagé d'en sélectionner le double, le parti pris pour la sélection est de trouver un équilibre entre les nationalités des photographes et les périodes historiques et chronologiques.

## Contenu

### Composition
Le corpus rassemble un peu plus de trois-cent notices présentant des femmes photographes et l’une de leurs œuvres. Cinq portfolios, répartis tout au long de l’ouvrage, d’une trentaine de pages chacun, permettent à la fois d’enrichir l’illustration (l’ouvrage comprend ainsi au total 450 photographies) et d’associer à l’usage documentaire de l’encyclopédie biographique une finalité esthétique de beau-livre,,.
Les portraits des photographes sont précédés de deux essais, Pour une histoire mondiale des femmes photographes par  Luce Lebart et Marie Robert et Une longue tradition de discrédit par Marie Robert.
Enfin, l’ouvrage est complété par une bibliographie sélective sur le sujet des femmes photographes, les notices biographiques synthétiques de l’ensemble des autrices, ainsi qu’un index des artistes ou des photographes documentées.

### Les photographes
Les photographes sont présentées de façon chronologique, à partir de leur date de naissance. La période couverte va de l’invention de l’appareil photo au XIXe siècle, avec l’Anglaise Anna Atkins, jusqu’au tournant numérique au XXIe siècle, la dernière notice concernant la photojournaliste iranienne Newsha Tavakolian, née en 1981. L’approche est globalisante, tous les continents sont représentés. L’ouvrage fait cohabiter des photographes connues et établies, et des photographes moins médiatisées,.

### Les autrices
L’ouvrage est dirigé par Luce Lebart, historienne de la photographie, et Marie Robert, conservatrice en chef au musée d'Orsay. La rédaction des notices biographiques a été confiée à cent soixante-quatre autrices ; des historiennes, critiques, commissaires d’expositions, conservatrices, journalistes, et parfois aussi photographes, autrices de monographies, de thèses ou d’ouvrages de référence,,.

## Réception
La réception dans la presse généraliste francophone est favorable tant à la démarche qu’au résultat produit. Les critiques soulignent le caractère exceptionnel du projet éditorial et le fait que l’ouvrage fasse date. Que ce soit Le Figaro qui évoque « une nouvelle bible », La Croix qui évoque un « impressionnant ouvrage collectif » et un « livre de référence », Le Temps en Suisse qui mentionne « une démarche collaborative […] inédite et précieuse ».
La recension académique et spécialisée est également positive sur l’ouvrage, et salue en particulier le parti-pris de décentrement dans la démarche. Si les écueils de l’insuffisance de la couverture géographique, en particulier jusqu’à la moitié du 20e siècle, et de la linéarité de la perspective sont bien pointés, les critiques spécialisées soulignent la richesse du corpus et « la geste » d’incarner la présence et le dynamisme des femmes dans la recherche sur l’histoire de la photographie par la démarche collective. Certaines de ces critiques appellent également à la poursuite de ce projet et à son dépassement, évoquant « un classique incontournable », quand d'autres font le vœu qu'à la suite de la publication, et grâce à cette publication, les femmes photographes « intégr[ent] dorénavant les histoires canoniques du médium ».

## Traduction
En 2022 l'ouvrage est traduit en anglais par Ruth Taylor et Bethany Wright, publié sous le titre A World History of Women Photographers chez l'éditeur spécialisé Thames & Hudson.